# 狼山区
狼山区，中国旧区名。
1951年由南通市设置。在今江苏省南通市区南郊。原属苏北行署区，1952年改属江苏省。1955年撤销，并入南通市郊区。 